# Ribellione del Kuhistan (febbraio-aprile 1930)
La ribellione del Kuhistan del febbraio-aprile del 1930 fu una rivolta avvenuta nel distretto del Kuhistan, in Afghanistan, organizzata da Purdil Khan contro il governo di Mohammed Nadir Shah.
Dopo la fine della guerra civile Purdil Khan, che era stato ministro della difesa dell'Afghanistan durante il breve regno del nipote Habibullah Kalakānī (poi detronizzato dal governo di re Mohammed Nadir Shah), organizzò una rivolta contro il re.
Dopo l'uccisione di molti ribelli la rivolta, che era iniziata a febbraio, venne repressa a metà aprile del 1930. Pudril Khan riuscì a fuggire, e organizzò una nuova rivolta nel luglio di quello stesso anno.